# Avenue Jean-Jaurès (Drancy)
Pour les articles homonymes, voir Avenue Jean-Jaurès.
L'avenue Jean-Jaurès est un axe de communication de Drancy.

## Situation et accès

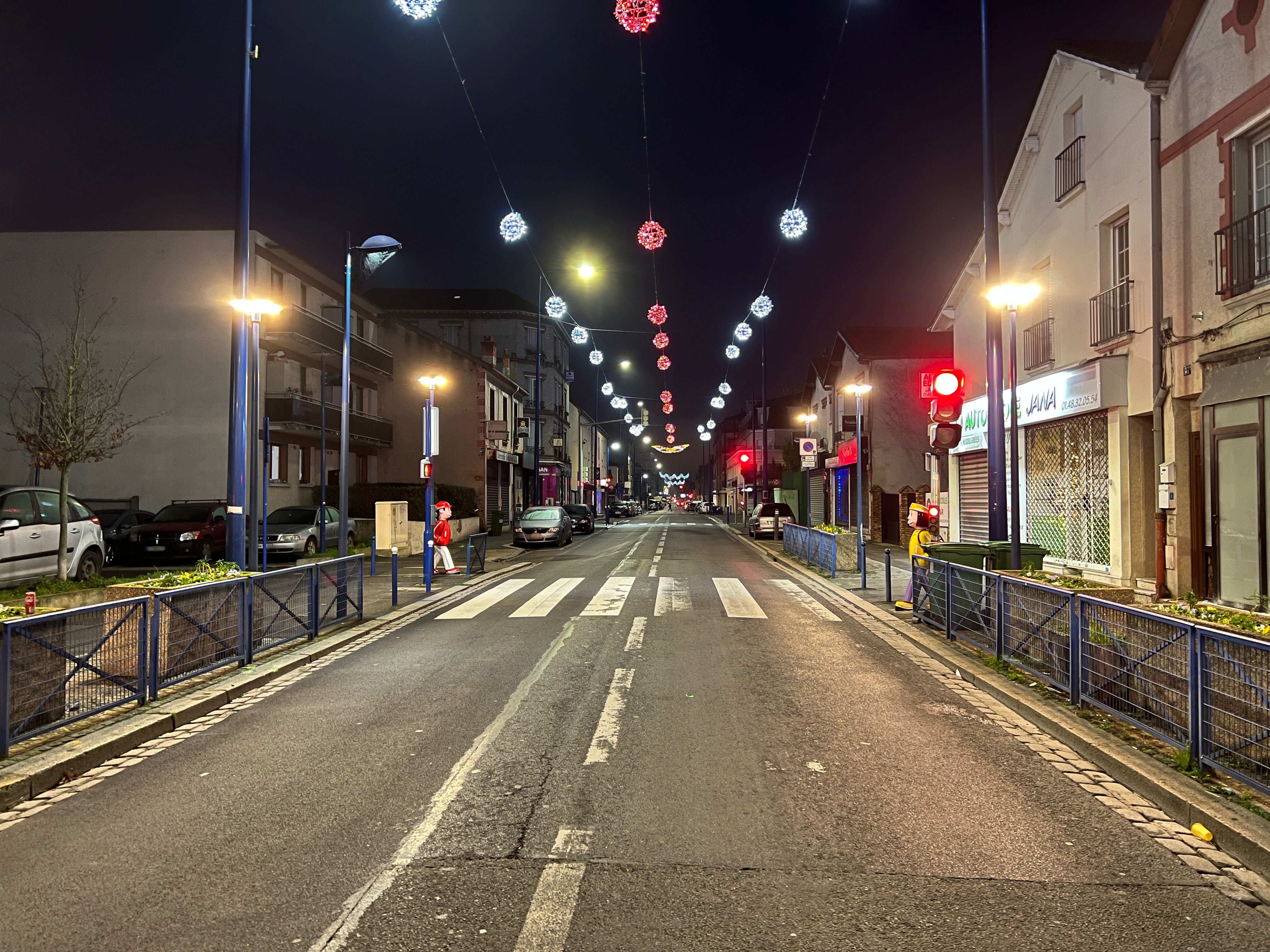
L'avenue Jean-Jaurès, janvier 2022.

Cette avenue suit la route départementale 30.

## Origine du nom

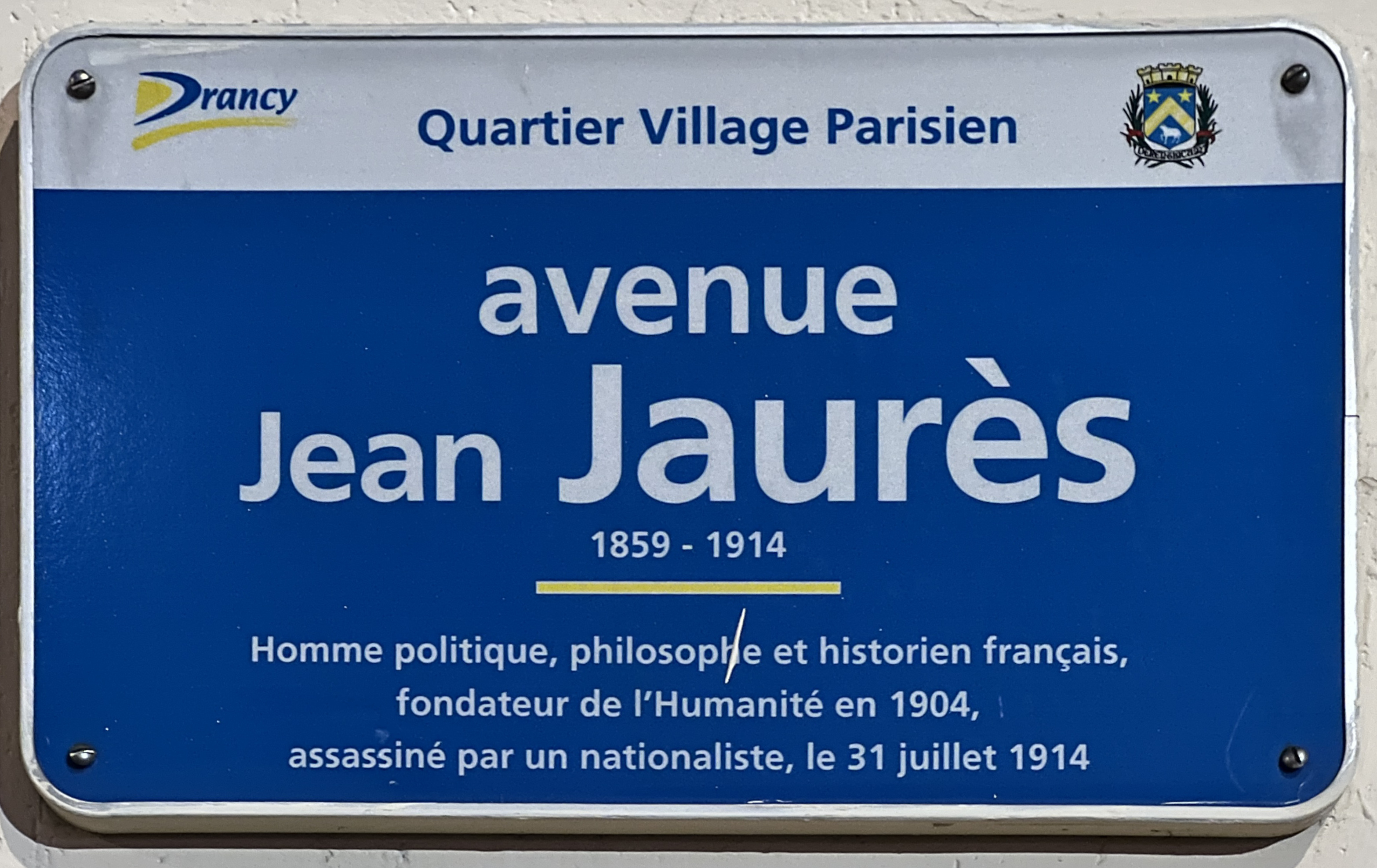
Plaque Avenue Jean-Jaurès.

Elle rend hommage à l'homme politique français Jean Jaurès (1859-1914).

## Historique

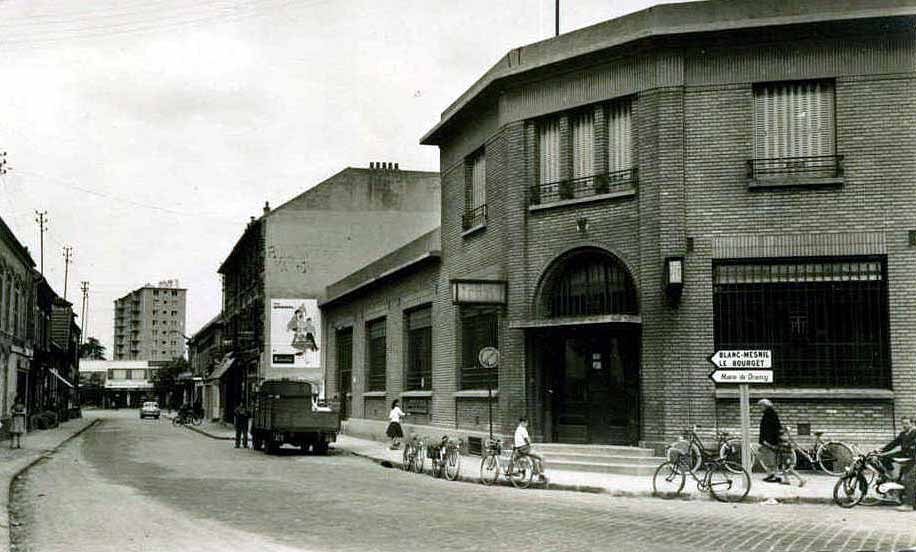
L'ancienne poste. Cet édifice a aujourd'hui disparu.

## Bâtiments remarquables et lieux de mémoire
- Mémorial de la Shoah à Drancy[2].
- Cité de la Muette, premier grand ensemble de France[3].
- Mémorial national des déportés de France.
- Camp de Drancy.
- Complexe sportif Joliot-Curie[4].
- Chapelle Notre-Dame-de-Liesse de Drancy.